# Das Kreuz von Golgatha
Das Kreuz von Golgatha (Originaltitel: Golgotha) ist ein französisches Passionsdrama von Julien Duvivier aus dem Jahr 1935 mit Harry Baur, Jean Gabin und Robert Le Vigan als Jesus Christus in den Hauptrollen. Das Werk ist der erste Tonfilm der Filmgeschichte, in dem Jesus mit einer lebendigen Stimme zu hören war.

## Handlung
Die Geschichte erzählt im Wesentlichen den Leidensweg Jesu Christi in der Karwoche nach; ab seinem Einzug in die Stadt Jerusalem, beginnend mit dem Palmsonntag bis zu seiner Wiederauferstehung. Da er als Bedrohung angesehen wird, wird beschlossen, ihn gefangen zu nehmen, vor Gericht zu stellen und als Verbrecher hinzurichten, ein Plan, der von dem Jünger Judas Iskariot unterstützt wird. Endpunkt des ebenso weihe- wie würdevollen Filmdramas ist Christi Himmelfahrt.

## Produktionsnotizen
Das Kreuz von Golgotha wurde von Oktober 1934 bis Februar 1935 gedreht und erlebte am 10. April 1935 in Paris seine Uraufführung. Während Golgotha, so der Originaltitel, im nationalsozialistischen Deutschen Reich mit Aufführungsverbot belegt wurde, erlebte das religiöse Drama im katholischen Ständestaat Österreich am 31. Januar 1936 in Wien seine deutschsprachige Erstaufführung in Anwesenheit von Bundespräsident Miklas und Kardinal Innitzer. Die deutsche Erstaufführung erfolgte erst nach dem Krieg, am 30. Oktober 1953.
Offenbar wurden die Dreharbeiten von einigen Witterungsproblemen begleitet. Wie die Österreichische Film-Zeitung (ÖFZ) in ihrer Ausgabe vom 3. November 1934 auf Seite 6 berichtete, hatte ein Sturm die Filmbauten am Außendrehort Algier zerstört. Daraufhin zog Duvivier die ersten Atelieraufnahmen vor und drehte laut ÖFZ vom 22. Dezember 1934 die Außenaufnahmen im Dezember 1934 in Algier. Mit weiteren Atelieraufnahmen in den Studios von Boulogne-Billancourt wurden die Dreharbeiten laut ÖFZ vom 8. Februar 1935 noch im selben Monat abgeschlossen.
Christus-Darsteller Robert Le Vigan spielte hier ausnahmsweise eine überragend positive Figur; normalerweise war er in seiner Filmkarriere nahezu durchgehend auf abgründige, finstere und böse Charaktere abonniert.
Die Filmbauten schuf Jean Perrier, Robert Vernay und Jean Stelli dienten Duvivier als Regieassistenten. William H. Clothier, der sich zu dieser Zeit gerade in Europa aufhielt, war, neben Marc Fossard und Robert Juillard, einer von mehreren einfachen Kameraleuten, die Chefkameramann Jules Kruger zuarbeiteten. Jacques Iberts Musik wurde vom Walther-Straram-Orchester unter der Leitung von Maurice Jaubert eingespielt.

## Auszeichnung
Der Film erhielt in den USA, wo er 1937 angelaufen war, vom National Board of Review den NBR Award.

## Kritiken
Wiens Neue Freie Presse berichtete am Tag nach der Wiener Premiere in ihrer Ausgabe vom 1. Februar 1936: „Dieser Film, der nichts Geringeres unternimmt als das Leben Christi darzustellen, ist in fast allen seinen Teilen ein wenig stilisiert und überall ins Monumentale gesteigert. Er beginnt mit dem Einzug Jesu in Jerusalem und spannt in einer dramatisch geschickt aufgebauten Steigerung der äußeren Geschehnisse den Bogen der Handlung bis zur Kreuzigungsszene, zur Auferstehung und zur Erscheinung des Heilandes unter seinen Jüngern. […] Aus turbulenten Massenszenen entwickelte sich in einer großen, edlen Linie das Geschehen, das hier ganz und gar auf die filmischen Möglichkeiten abgestellt blieb. Zweifellos war es ein schwierig zu lösendes Problem, den Szenenablauf so zu formen, daß der Zuschauer die ihm bekannte Handlung nicht als eintönig oder gar als blasphemisch empfinde. Diese Aufgabe wurde durchaus bewältigt.“
Das Lexikon des internationalen Films schrieb: „Der Vorspann betont, die Darstellung beschränke sich auf den äußeren Verlauf der Ereignisse und maße sich nicht an, damit an das ‚Mysterium der Passion zu rühren‘. In der Tat wirkt der Film dort am überzeugendsten, wo er mit aufwendiger Technik profane Realitäten (Massenszenen, Bauten, Charakterstudien) frei gestalten oder seine Akzente auf den politischen Hintergrund des Geschehens setzen kann. Für die Dialoge wurden ausschließlich Textstellen der Evangelien benutzt. In der gekürzten deutschen Verleihfassung sind beinahe sämtliche Großaufnahmen Christi geschnitten worden; wohl in der Überzeugung, daß die Darstellung Jesu der Distanz bedarf.“
Halliwell’s Film Guide charakterisierte den Film wie folgt: “Impressive version made at a time when the portrayal of Christ was still virtually taboo” (deutsch: „Eindrucksvolle Version, die zu einer Zeit entstand, als die Darstellung Christi de facto tabu war.“)
Die Filmfachzeitschrift Variety befand: “An accomplishment that should bring world-wide prestige to the French film industry.” (deutsch: „Eine Leistung, die der französischen Filmindustrie weltweites Prestige einbringen sollte.“)
Hal Erickson schrieb in der New York Times: “Julien Duvivier’s most controversial production to date, 1935’s Golgotha is an ambitious and expensive retelling of the Last Days of Jesus. Robert le Vigan plays the Son of God, but as often happens in films of this nature he is upstaged by the villains, Herod (Harry Baur), Pontius Pilate (Jean Gabin) and Judas (Lucas Gridoux). All of Jesus’ dialogue is taken directly from the Scriptures, with no movie-style adornments: le Vigan delivers these lines with sincerity and quiet grace. Considering the anti-Semitism prevalent in Europe during the 1930s, the question of the Jews’ responsibility for Jesus’ death is handled with restraint; blame is squarely laid on the shoulders of a handful of conspirators, rather than an entire race. A throwback to the religious films that Duvivier had made during the silent era, Golgotha may seem a bit old-fashioned and stilted when seen today: one contemporary reviewer has likened the film to a display of picture post-cards.” (deutsch: „Julien Duviviers bislang umstrittenste Produktion. Golgotha aus dem Jahr 1935 ist eine ehrgeizige und teure Nacherzählung der letzten Tage Jesu. Robert le Vigan spielt den Sohn Gottes, aber wie so oft in Filmen dieser Art wird er von den Schurken, als der wären: Herodes (Harry Baur), Pontius Pilatus (Jean Gabin) und Judas (Lucas Gridoux), ausgestochen. Alle Dialoge Jesu wurden direkt aus der Heiligen Schrift entnommen, ganz ohne filmstilistische Verzierungen: Le Vigan bringt seinen Text mit Aufrichtigkeit und reichlich Anmut. Angesichts des in den 30er Jahren in Europa weit verbreiteten Antisemitismus wurde die Frage der Verantwortlichkeit der Juden für den Tod Jesus mit einiger Zurückhaltung behandelt; die Schuld wurde fair auf die Schultern einiger Verschwörer verteilt, anstatt auf einer ganzen Rasse abgeladen. Als ein Rückfall zu den religiösen Filmen, die Duvivier während der Stummfilmzeit gemacht hatte, mag Golgotha aus heutiger Sicht ein wenig altmodisch und gestelzt daherkommen: ein zeitgenössischer Kritiker hat den Film einst mit der Ansicht von Bildpostkarten verglichen.“)